# Anastásios Christópoulos
Anastásios Christópoulos (grec moderne : Αναστάσιος Χριστόπουλος), né à Andrítsena, dans l'Empire ottoman (actuelle Grèce), et mort à Patras, en Grèce, est un juge grec. 

## Biographie
Anastásios est né dans la commune grecque d'Andrítsena, dans la province d'Élide. Il est le fils de Christos Christopoulos. Il a étudié le droit et la philosophie à Constantinople (Istanbul) et à Pise. Il vécut plusieurs années à Bucarest.
Lorsque la guerre d'indépendance grecque éclate en Valachie, il se porte volontaire dans le Bataillon sacré. Il est par la suite capturé mais parvient à s'échapper à Iași, où il reste jusqu'en 1828, avant de s'installer définitivement en Grèce.
Là-bas, il est nommé à la magistrature et sert dans les tribunaux d'Andros, Spetses, Kéa et Égine en tant que président. Finalement, il est muté à Athènes, où il sert en tant que magistrat, président de la première instance et juge d'appel.